# Лялька Бунраку
Лялька Бунраку ( яп. 文楽人形 )  - велика лялька традиційного японського лялькового театру Бунраку, заснованого в Осаці на початку 17 століття. Також таку ляльку називають  Нінге Дерурі , що з японської «Нінге» — лялька і «дерурі» — різновид оповідання, що співається. 

## Будова ляльки

### Тулуб

Лялька на сцені

Будова скелета ляльки проста. У ляльки немає тулуба, оскільки це просто блокує можливість керувати лялькою ляльководу.  До дерев 'яної рами прикріплюється  голова ляльки, яка має ручку позаду. До рами "підведено" безліч ниток, за допомогою яких ляльководи керують рухами ляльки. Вирізьблений бамбук прикріплюється на рівні стегон ляльки, до нього  прив'язуються руки і ноги  за допомогою відрізків мотузки. Дерев'яна рама, яка замінює тіло, покрита багатошаровим одягом, на спині костюма створюється проріз, щоб ляльковод міг працювати з  лялькою.  Ноги зазвичай роблять тільки для ляльок, які мають чоловічу стать.

### Голова
Голови ляльок (кашири) поділяються на категорії за статтю, соціальним класом та особистістю. Деякі голови створюються для певних ролей, інші можна використовувати для кількох різних вистав, змінюючи одяг та фарбу. Голови фактично перефарбовуються та готуються перед кожною презентацією.
Підготовка волосся сама по собі є мистецтвом. Волосся відрізняє характер, а також може вказувати на певні риси особистості. Волосся зроблено з людського волосся, однак для створення обсягу можна додати хвіст яка. Потім ансамбль закріплюють на мідній пластині. Щоб голова ляльки не була пошкоджена, обробка зачіски проводиться бджолиним воском. 

### Костюми
Голови та руки традиційних ляльок вирізають фахівці, а тіла та костюми часто виготовляють ляльководи. Костюми розроблені майстром костюмів і складаються з серії предметів одягу різних кольорів і
візерунків. Цей одяг зазвичай включає пояс і комір, а також нижній халат (джубан), внутрішнє кімоно ( кіцуке ), жилет (хаорі) або верхній халат ( учікаке ). Для того, щоб костюми залишалися об'ємними, його елементи підбиті бавовною. З часом оскільки одяг ляльок зношується або забруднюється, його  замінюють зазвичай ляльководи.

## Управління лялькою Бунраку

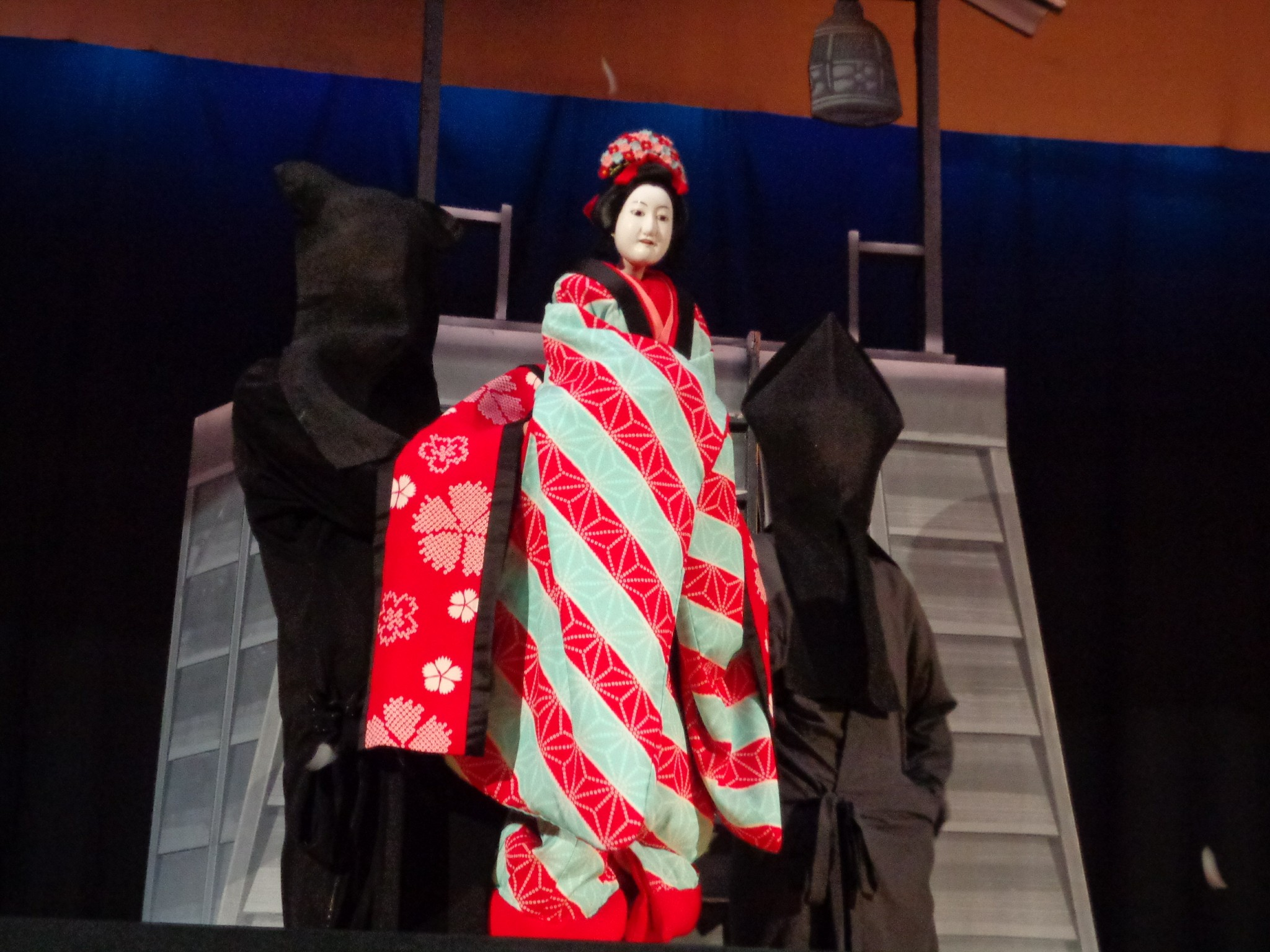
Лярькарі з лялькою на сцені

Зазвичай голови Бунраку можуть бути досить складними механічно. У п’єсах на надприродні теми треба така лялька, щоб її обличчя могло швидко перетворитися на інше обличчя (більш жахливе). Механіка голови дозволяє, рухати вгору і вниз , з боку в бік очі, або вони можуть закриваються. Також є конструкції, що мають носи, роти і брови, які рухаються. Елементи керування всіма рухами частин голови розташовані на ручці, яка відходить від шиї ляльки в раму. Її досягає ляльковод, вставляючи свою ліву руку в грудну клітку ляльки через отвір у задній частині ляльки. тулуба. Головний ляльковод, омозукай, використовує праву руку, щоб керувати правою рукою ляльки, а лівою — керувати головою ляльки. Лівий ляльковод, відомий як хідарізукай або сасізукай, залежно від традицій трупи, маніпулює лівою рукою ляльки власною правою рукою за допомогою стрижня, який відходить від ліктя ляльки. Третій ляльковод, ашізукай, керує ступнями і ногами. 
Ляльководи починають своє навчання, керуючи ногами ляльки, потім переходять на ліву руку. Тільки після таких практик вони зможуть працювати головним ляльководом. Багато практиків у традиційному ляльковому світі, особливо в Національному театрі, описують тривалий період навчання, який часто вимагає десятки років. Однак у культурі, подібній до японської, яка надає переваги старшинству, таке довге навчання може бути пов'язано з  системою  управління конкуренцією між артистами. Для всіх, окрім найбільш другорядних персонажів, потрібні три ляльковода, які виступають на очах у публіки, зазвичай одягнені в чорні мантії з чорними капюшонами на голові. 

## Дивись також
- Незвичайна долина, неврологічний феномен щодо сприйняття відразливості гуманоїдних копій